# COVID-19-Pandemie in Vietnam
Die COVID-19-Pandemie in Vietnam tritt als regionales Teilgeschehen des weltweiten Ausbruchs der Atemwegserkrankung COVID-19 auf und beruht auf Infektionen mit dem Ende 2019 neu aufgetretenen Virus SARS-CoV-2 aus der Familie der Coronaviren. Die COVID-19-Pandemie breitet sich seit Dezember 2019 von China ausgehend aus. Ab dem 11. März 2020 stufte die Weltgesundheitsorganisation (WHO) das Ausbruchsgeschehen des neuartigen Coronavirus als Pandemie ein.

## Verlauf
Am 23. Januar 2020 wurden die ersten beiden COVID-19-Fälle in Vietnam festgestellt: bei einem chinesischen Mann aus Wuhan, der nach Vietnam reiste, um seinen dort lebenden Sohn zu besuchen, und dem Sohn. Es wird angenommen, dass sich der Sohn bei seinem Vater angesteckt hat. Eine Woche später, am 30. Januar 2020, wurden drei weitere COVID-19-Fälle bekannt. Dabei handelte es sich um Vietnamesen, die aus Wuhan nach Vietnam zurückgekehrt waren. Am 1. Februar 2020 wurde bekannt, dass eine Rezeptionistin aus einem Hotel in Nha Trang, welches der Vater und Sohn (die ersten beiden bekannten COVID-19-Fälle in Vietnam) besucht hatten, positiv auf SARS-CoV-2 getestet wurde. Dies war der erste bekannte Fall einer Übertragung innerhalb von Vietnam. Daraufhin erklärte der Premierminister Nguyễn Xuân Phúc die COVID-19-Fälle als Epidemie.
Nach weiteren vereinzelten Fällen – bis zum 13. Februar waren 16 Infektionen bekannt – zeichnete sich zunächst eine Entspannung ab und über einen Zeitraum von 22 Tagen wurden keine neuen Infektionen beobachtet. Dies änderte sich ab dem 6. März, seitdem wieder vermehrt Infektionen bekannt wurden. Anders als die ersten bekannten Fälle stehen diese vor allem in direkter oder indirekter Verbindung mit Europa und den USA.
Am 20. März wurde bekannt, dass zwei Krankenschwestern, die in einem der größten Krankenhäuser Vietnams, dem Bach Mai Krankenhaus in Hanoi arbeiten, positiv auf SARS-CoV-2 getestet wurden. Daraufhin wurden mehrere tausend Angestellte, Patienten und Besucher auf COVID-19 getestet, Bereiche des Krankenhauses desinfiziert und nur noch Notfälle und Patienten, die eine Dauertherapie benötigten, aufgenommen. Nachdem weitere Tests positiv ausgefallen waren, darunter von Angestellten eines Zulieferbetriebs für Nahrungsmittel, wurde das Krankenhaus am 28. März isoliert. Weder wurden Patienten aufgenommen, noch durften Ärzte das Gelände verlassen und das Krankenhaus wurde mit Chloramin B desinfiziert. Am 30. März befanden sich noch 3500 Patienten und medizinisches Personal im Krankenhaus, denen es durch die Isolierung an Lebensmitteln mangelte. Am 12. April 2020 wurde die Quarantäne des Krankenhauses aufgehoben. Bis dahin standen 45 COVID-19-Fälle in Zusammenhang mit dem Krankenhaus.
Ab Anfang April ging die Zahl neuer COVID-19-Fälle zurück und am 17. April wurden erstmals in der zweiten Phase des Ausbruchs, die am 6. März 2020 begonnen hatte, keine neuen Fälle bekannt. Nach acht Tagen ohne neue Infektionen wurden am 24. April zwei vietnamesische Studenten, die aus Japan zurückgekehrt waren, positiv getestet.
Stand des 21. Mai 2021 hatten Bacgiang (794 COVID-19-Fälle), Haiduong (790) und Danang (647) die höchsten Infektionszahlen Vietnams.
Mit Stand 21. Mai 2021 meldet das CDC Vietnam 4941 laborbestätigte Infektionsfälle, darunter 41 Todesfälle, und Zahl der Genesenen auf 2689 Personen. Der Testaufwand in Vietnam ist gemessen an der Anzahl durchgeführter Tests pro COVID-19-Fall einer der höchsten weltweit.

## Maßnahmen
Im Vergleich zu anderen Staaten gab es in Vietnam nur relativ wenige COVID-19-Fälle. Dies wird zum einen auf eine frühe Reaktion und zum anderen auf eine konsequente Eingrenzung von Krankheitsclustern zurückgeführt. Dafür suchen pro COVID-19-Fall zum Teil mehrere hundert Mitarbeiterinnen und Mitarbeiter der Polizei, des Militärs und der Gesundheitsbehörden nach Kontaktpersonen. Anfang Januar drang APT32 in Systeme des chinesischen Ministeriums für Katastrophenschutz sowie der Provinzverwaltung Wuhan ein, um Informationen über das Virus zu gewinnen, so fireeye (die vietnamesische Regierung bestreitet dies). Ab Mitte Januar 2020 wurde an den größeren Flughäfen Vietnams begonnen die Temperatur von Fluggästen aus China im Zuge der Einreisekontrollen zu messen, um eventuelle COVID-19-Fälle frühzeitig zu erkennen. Am 24. Januar 2020 wurde der Flugverkehr zwischen Wuhan und Vietnam eingestellt. In den darauffolgenden Tagen wurden chinesische Touristen aus Wuhan durch Flugzeuge von VietJet Air zurück von Vietnam nach Wuhan gebracht. Nach der ersten bekannten Übertragung innerhalb von Vietnam wurde der Flugverkehr zwischen Vietnam und China am 1. Februar 2020 eingestellt. Am 3. Februar verkündete Nguyễn Xuân Phúc, dass alle Einreisenden aus China in eine zweiwöchige Quarantäne müssen. In Wuhan lebende Vietnamesen wurden evakuiert.

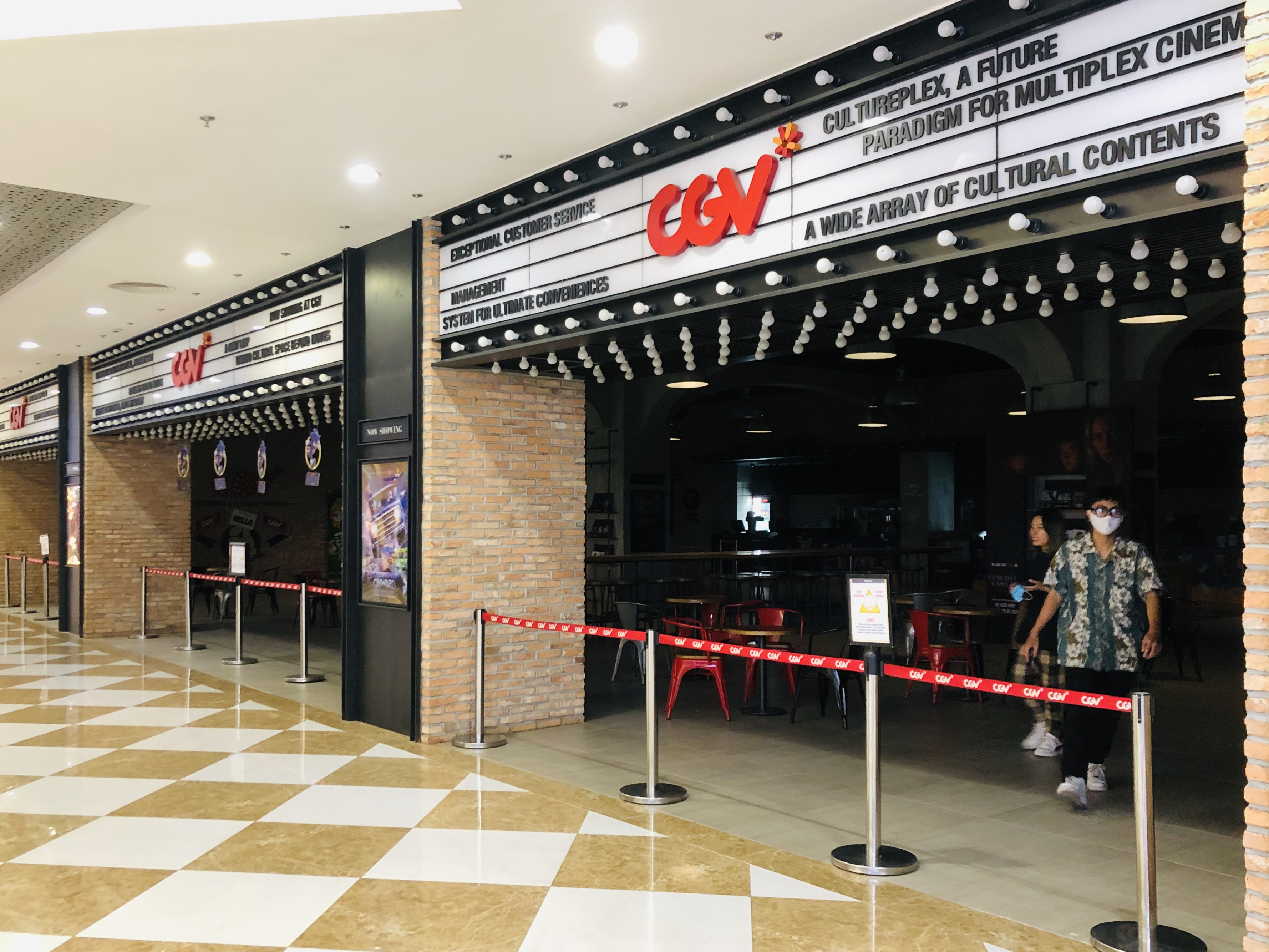
Geschlossenes CGV Kino in der „Times City“ Wohnanlage in Hanoi.

Am 29. Februar wurde die Visumspflicht für Reisende aus Südkorea wieder eingeführt, am 3. März folgte die Aussetzung der Visafreiheit für Bürger aus Italien und am 9. März für Bürger aus Deutschland, Dänemark, Finnland, Frankreich, Norwegen, Schweden, Spanien um dem Vereinigten Königreich. Ab dem 15. März durften Reisende, die sich in den letzten beiden Wochen im Schengenraum und dem Vereinigten Königreich aufgehalten haben, von wenigen Ausnahmen abgesehen, nicht mehr nach Vietnam einreisen. Für diese Ausnahmen und um Touristen zurückzubringen führte Vietnam Airlines weiterhin Flüge von und nach Europa durch, nahm Passagiere von Europa aber nur unter erhöhten Sicherheitsbedingungen mit. Ab dem 17. März werden für Ausländer gar keine Visen mehr ausgestellt. Personen, die unter eine der Ausnahmeregelungen fallen, benötigen eine Bescheinigung, dass sie nicht mit SARS-CoV-2 infiziert sind. Personen, die ab dem 21. März nach Vietnam einreisten, mussten in eine zweiwöchige Quarantäne wofür verschiedene Einrichtungen zur Verfügung gestellt wurden. Nachdem Vietnam Airlines Mitte März bereits einige internationale Flugverbindungen eingestellt hatte, hat die Fluggesellschaft, wie auch alle anderen, ab dem 25. März die internationalen Flüge ausgesetzt.
Am 1. April begann eine 15-tägige Periode der räumlichen Distanzierung, in der die Maßnahmen zur Eindämmung von COVID-19 verschärft wurden. Für diese Zeit wurden die Einwohner Vietnams aufgefordert zu Hause zu bleiben und Versammlungen von mehr als zwei Personen wurden untersagt. Zuwiderhandeln wurde mit empfindlichen Geldstrafen geahndet. Auch wurden Reisen innerhalb von Vietnam stark eingeschränkt. So waren pro Tag nur noch zwei Flugverbindungen von Hanoi nach Ho-Chi-Minh-Stadt und zurück, die Flugroute hatte 2018 das 6. höchste Passagieraufkommen weltweit, erlaubt. Fähren durften keine Passagiere mehr auf Inseln bringen und der Betrieb von Bussen und Taxis wurde eingestellt. Ebenfalls wurden die Grenzen zu Laos und Kambodscha am 1. April geschlossen. Nach Ende der 15-tägigen Periode und nachdem über mehrere Tage keine weiteren COVID-19-Fälle in Vietnam beobachtet wurden, wurden einige der Restriktionen gelockert und etwa wieder die Geschäfte in Ho-Chi-Minh-Stadt geöffnet, und der inländische Flugverkehr wieder hochgefahren.
Verschiedene Gebiete wurden in Folge von COVID-19-Fällen zeitweise unter Quarantäne gestellt, im Februar etwa die Kommune Son Loi in der Provinz Vĩnh Phúc, nachdem es dort zu sieben Infektionen gekommen war oder die Truc Bach Straße in Hanoi im März.
Schulen in Hanoi, in Ho-Chi-Minh-Stadt und weiteren Regionen des Landes wurden nach den Tết-Ferien geschlossen und die Wiederöffnung wurde seitdem immer wieder verschoben. Mitte März 2020 wurden Kinos, Bars, Karaokebars, Clubs etc. in Ho-Chi-Minh-Stadt geschlossen. In Hanoi wurden der Literaturtempel, das Hỏa-Lò-Gefängnis und weitere Touristenattraktionen geschlossen und desinfiziert.

## Folgen

### Ökonomische Folgen

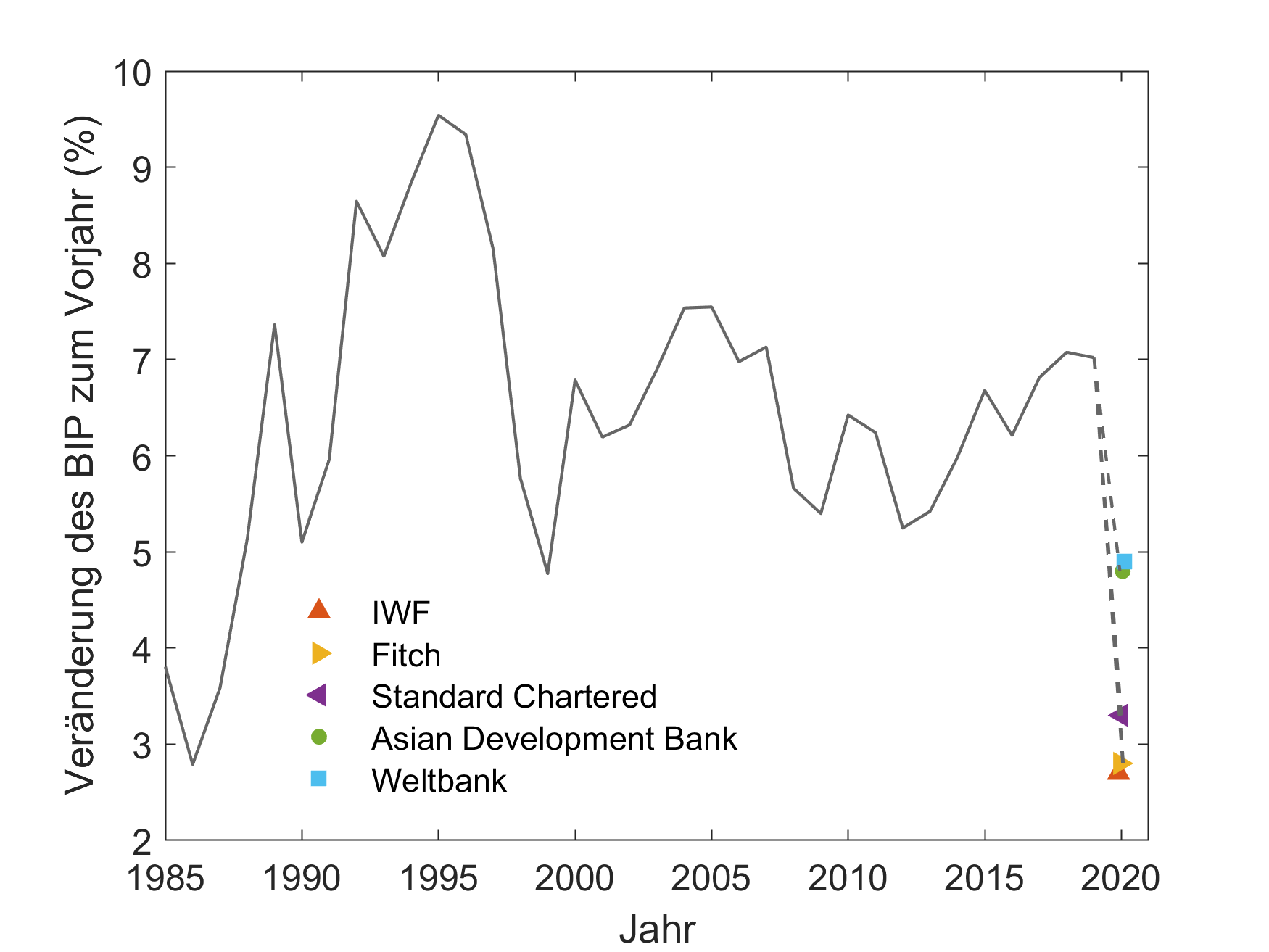
BIP Änderung von Vietnam zum Vorjahr von 1985 bis 2019 mit verschiedenen Prognosen für 2020.

Nachdem das Bruttoinlandsprodukt (BIP) Vietnams 2019 noch um 7,02 % zulegen konnte, wurden die Prognosen für das BIP Wachstum im Jahr 2020 im Zuge der COVID-19-Pandemie auf nur noch 2,7 % (IWF), 2,8 % (Fitch), 3,3 % (Standard Chartered), 4,8 % (Asian Development Bank) und 4,9 % (Weltbank) gesenkt. Das Vietnam Institute for Economic and Policy Research prognostizierte im April, je nachdem wie schnell die COVID-19-Pandemie gestoppt werden kann, ein BIP Wachstum von −1 % (falls die Pandemie bis Ende 2020 andauert) bis 4,2 % (falls sie im zweiten Quartal gestoppt wird). Seit der wirtschaftlichen Öffnung Vietnams (Đổi mới) 1986 gab es keinen Rückgang des BIPs.
Anfang März hat die Asian Development Bank die volkswirtschaftlichen Kosten der COVID-19-Pandemie für Vietnam auf 675 Millionen USD bis 1,9 Milliarden USD, im schlechtesten Fall auf 3,7 Milliarden USD, geschätzt. Der VN-Index, ein Aktienindex, der die an der Ho Chi Minh Stock Exchange gelisteten Unternehmen umfasst, hat seit Jahresbeginn bis Ende März etwa 30 % an Wert verloren und erreichte den tiefsten Stand seit Januar 2017. Am 17. März hat die State Bank of Việt Nam den Leitzins um 0,25 bis 1 Prozentpunkte abgesenkt. Bis Mitte April haben fast fünf Millionen Arbeiter ihren Job verloren. In den ersten beiden Monaten des Jahres 2020 ist der Verkauf von PKWs um 27 % gegenüber den Vorjahreswerten eingebrochen. Von Januar bis April haben 3,7 Millionen Touristen Vietnam besucht was einem Einbruch um 38 % vergleichen mit dem Vorjahreswert entspricht. Vietnam Airlines hat Umsatzeinbußen verzeichnet und Anfang April standen 100 der 106 Flugzeuge von Vietnam Airlines still. 10.000 Angestellte wurden in unbezahlten Urlaub geschickt. Bamboo Airways hat die Einführung neuer Verbindungen nach Europa verschoben.
In der verarbeitenden Industrie führte die Pandemie durch die verminderte Auftragslage zu Umsatzeinbußen für die Unternehmen und Lohnverlusten für die Arbeitnehmer. Rund vier Fünftel von 179 befragten Fabriken der Bekleidungs- oder Elektronikindustrie äußerten Bedarf an finanzieller Unterstützung. Rund ein Drittel hatte Zugang zu staatlichen Hilfen.

### Sport
Das erstmals für 2020 geplante Formel-1-Rennen in Hanoi, der Großen Preis von Vietnam, wurde abgesagt. Spiele der Fußballliga V.League 1 werden ohne Zuschauer ausgetragen, während Spiele der V.League 2 verschoben werden.

### Infektionen

Bestätigte Infizierte in Vietnam nach Daten der WHO. Oben kumuliert, unten Tageswerte

### Todesfälle

Bestätigte Todesfälle in Vietnam nach Daten der WHO. Oben kumuliert, unten Tageswerte